# Yeniaslanbaşar, Şırnak
Yeniaslanbaşar là một xã thuộc thành phố Şırnak, tỉnh Şırnak, Thổ Nhĩ Kỳ. Dân số thời điểm năm 2011 là 2.397 người.